# Cary Elwes
Ivan Simon Cary Elwes (født 26. oktober 1962) er en engelsk skuespiller. Han spillede Westley i Prinsessen og de skøre riddere (1987), og havde også hovedroller i Robin Hood - helte i underhylere (1993) og Saw-filmserien. Han er blevet nomineret til bl.a. en Screen Actors Guild Award og to Satellite Awards. Elwes' øvrige film inkluderer Glory (1989), Days of Thunder (1990), Hot Shots! (1991), Bram Stoker's Dracula (1992), Twister (1996), Kiss the Girls (1997), Liar Liar (1997), Shadow of the Vampire (2000), The Cat's Meow (2001), Ella Enchanted (2004), Pope John Paul II (2005), No Strings Attached (2011), BlackBerry og Mission: Impossible – Dead Reckoning Part One (2023).
Han har også optrådt på tv i en række tv-serier inklusive The X-Files, Seinfeld, From the Earth to the Moon, Psych og Life in Pieces. I 2019 optrådte han i Netflix' dramaserie Stranger Things, Amazon Prime komedieserien The Marvelous Mrs. Maisel, og i 2024 optrådte han i Paramount+ komedieserien Knuckles. Elwes has written a memoir of his time working on The Princess Bride called As You Wish, which was published in 2014.

## Filmografi

### Film
| Year | Title                                         | Role                                              | Notes                                         |
| ---- | --------------------------------------------- | ------------------------------------------------- | --------------------------------------------- |
| 1979 | Yesterday's Hero                              | Disco Dancer                                      |                                               |
| 1984 | Another Country                               | James Harcourt                                    |                                               |
| 1984 | Oxford Blues                                  | Lionel                                            |                                               |
| 1985 | The Bride                                     | Capt. Josef Schoden                               |                                               |
| 1986 | Lady Jane                                     | Guilford Dudley                                   |                                               |
| 1987 | Maschenka                                     | Lev Glebovich Ganin                               |                                               |
| 1987 | The Princess Bride                            | Westley / Dread Pirate Roberts / The Man in Black |                                               |
| 1989 | Never on Tuesday                              | Tow Truck Driver                                  | Uncredited                                    |
| 1989 | Glory                                         | Maj. Cabot Forbes                                 |                                               |
| 1990 | Days of Thunder                               | Russ Wheeler                                      |                                               |
| 1991 | Hot Shots!                                    | Lt. Kent Gregory                                  |                                               |
| 1992 | Bram Stoker's Dracula                         | Lord Arthur Holmwood                              |                                               |
| 1992 | Leather Jackets                               | Dobbs                                             | Also associate producer                       |
| 1993 | Robin Hood: Men in Tights                     | Robin Hood                                        |                                               |
| 1993 | The Crush                                     | Nick Eliot                                        |                                               |
| 1994 | Junglebogen                                   | Capt. William Boone                               |                                               |
| 1994 | The Chase                                     | Steve Horsegroovy                                 |                                               |
| 1996 | Twister                                       | Dr. Jonas Miller                                  |                                               |
| 1997 | Kiss the Girls                                | Det. Nick Ruskin                                  |                                               |
| 1997 | The Informant                                 | Lt. David Ferris                                  |                                               |
| 1997 | Liar Liar                                     | Jerry                                             |                                               |
| 1998 | Quest for Camelot                             | Garrett                                           | Stemme                                        |
| 1998 | The Pentagon Wars                             | Col. James G. Burton                              |                                               |
| 1999 | Cradle Will Rock                              | John Houseman                                     |                                               |
| 2000 | Shadow of the Vampire                         | Fritz Arno "Fritzy" Wagner                        |                                               |
| 2001 | The Cat's Meow                                | Thomas H. Ince                                    |                                               |
| 2002 | Wish You Were Dead                            | Mac "Macbeth" Wilson                              |                                               |
| 2002 | Comic Book Villains                           | Carter                                            | Also co-producer                              |
| 2003 | Porco Rosso                                   | Donald Curtis                                     | Stemme; English dub                           |
| 2004 | Saw                                           | Dr. Lawrence Gordon                               |                                               |
| 2004 | Ella Enchanted                                | Sir Edgar                                         |                                               |
| 2004 | The Riverman                                  | Ted Bundy                                         |                                               |
| 2004 | American Crime                                | Albert Bodine                                     |                                               |
| 2005 | Edison Force                                  | District Attorney Jack Reigert                    |                                               |
| 2005 | Neo Ned                                       | Dr. Magnuson                                      |                                               |
| 2005 | National Lampoon's Pucked                     | Norman                                            |                                               |
| 2005 | The Cat Returns                               | Baron Humbert von Gikkingen                       | Stemme, engelsk dub                           |
| 2006 | Factory Girl                                  | Sam Green                                         | Ukrediteret                                   |
| 2006 | Whisper of the Heart                          | Baron Humbert von Gikkingen                       | Stemme, engelsk dub                           |
| 2007 | Walk the Talk                                 | Erik                                              | Også executive producer                       |
| 2007 | Georgia Rule                                  | Arnold                                            |                                               |
| 2008 | The Alphabet Killer                           | Capt. Kenneth Shine                               |                                               |
| 2009 | A Christmas Carol                             | Portly Gentleman, Guest #2, Businessman #1        | Stemme og motion-capture                      |
| 2010 | Psych 9                                       | Dr. Clement                                       |                                               |
| 2010 | Flying Lessons                                | Steven Jennings                                   |                                               |
| 2010 | As Good as Dead                               | Ethan Belfrage                                    |                                               |
| 2010 | Little Murder                                 | Barry Fitzgerald                                  |                                               |
| 2010 | Saw 3D                                        | Dr. Lawrence Gordon                               |                                               |
| 2011 | No Strings Attached                           | Dr. Steven Metzner                                |                                               |
| 2011 | Delhi Safari                                  | Bee Commander / Sultan                            | Stemme                                        |
| 2011 | The Adventures of Tintin                      | Seaplane Pilot                                    | Stemme og motion-capture                      |
| 2011 | New Year's Eve                                | Stans læge                                        |                                               |
| 2011 | The Story of Luke                             | Uncle Paul                                        |                                               |
| 2011 | Camilla Dickinson                             | Rafferty Dickinson                                |                                               |
| 2011 | Hellgate                                      | Jeff Mathews                                      |                                               |
| 2012 | The Oogieloves in the Big Balloon Adventure   | Bobby Wobbly                                      |                                               |
| 2012 | The Citizen                                   | Earl Miller                                       |                                               |
| 2013 | Hansel & Gretel Get Baked                     | Meter Man                                         |                                               |
| 2013 | Behaving Badly                                | Joseph Stevens                                    |                                               |
| 2013 | Justice League: The Flashpoint Paradox        | Aquaman                                           | Stemme                                        |
| 2013 | Armed Response                                | Joshua                                            |                                               |
| 2014 | A Bit of Bad Luck                             | Brooks                                            |                                               |
| 2014 | Reach Me                                      | Kersey                                            |                                               |
| 2015 | A Mouse Tale                                  | Sir Thaddeus                                      | Stemme                                        |
| 2015 | H8RZ                                          | Principal Donato                                  |                                               |
| 2015 | Being Charlie                                 | David Mills                                       |                                               |
| 2015 | A Haunting in Cawdor                          | Lawrence O'Neil                                   |                                               |
| 2016 | Lost & Found                                  | John Broman                                       |                                               |
| 2016 | Sugar Mountain                                | Jim Huxley                                        |                                               |
| 2016 | Elvis & Nixon                                 | N/A                                               | Writer and producer                           |
| 2016 | Indiscretion                                  | Jake                                              |                                               |
| 2016 | The Elephant Kingdom                          | Rock                                              | Stemme                                        |
| 2016 | Beyond Beyond                                 | Jonah's Father                                    | Stemme                                        |
| 2016 | The Queen of Spain                            | Gary Jones                                        |                                               |
| 2017 | We Don't Belong Here                          | Frank Harper                                      |                                               |
| 2017 | Don't Sleep                                   | Dr. Richard Sommers                               |                                               |
| 2018 | Billionaire Boys Club                         | Andy Warhol                                       |                                               |
| 2018 | Ghost Light                                   | Alex Pankhurst                                    |                                               |
| 2019 | Black Christmas                               | Professor Gelson                                  |                                               |
| 2021 | Best Sellers                                  | Halpren Nolan                                     |                                               |
| 2021 | The Unholy                                    | Bishop Gyles                                      |                                               |
| 2021 | Last Train to Christmas                       | Roger Towers                                      |                                               |
| 2021 | A Castle for Christmas                        | Myles, the Duke of Dunbar                         |                                               |
| 2021 | Burning at Both Ends                          | Jacques Christoffersen                            | Entitled Resistance: 1942 in some territories |
| 2022 | The Hyperions                                 | Professor Ruckus Mandulbaum                       |                                               |
| 2023 | Operation Fortune: Ruse de Guerre             | Nathan Jasmine                                    |                                               |
| 2023 | BlackBerry                                    | Carl Yankowski                                    |                                               |
| 2023 | Sweetwater                                    | Ned Irish                                         |                                               |
| 2023 | Mission: Impossible – Dead Reckoning Part One | Denlinger                                         | [ 11 ]                                        |
| 2023 | Rebel Moon                                    | The King                                          | [ 12 ]                                        |
| 2024 | Rebel Moon – Part Two: The Scargiver          | The King                                          | [ 13 ]                                        |
| 2024 | The Ministry of Ungentlemanly Warfare         | Brigadier Colin Gubbins                           | [ 14 ]                                        |
| TBA  | The Panic                                     | Charles Barney                                    | Post-production                               |

### Tv
| År        | Titel                             | Rolle                                    | Noter                                            |
| --------- | --------------------------------- | ---------------------------------------- | ------------------------------------------------ |
| 1996      | Seinfeld                          | David Lukner                             | Episode: "The Wait Out"                          |
| 1998      | The Pentagon Wars                 | Lt. Col. James Burton                    | Television film                                  |
| 1998      | From the Earth to the Moon        | Michael Collins                          | 3 episoder                                       |
| 1998      | Pinky and the Brain               | Instruktør, Hamlet                       | Stemme, 2 episoder                               |
| 1998      | Hercules                          | Paris af Troja                           | Stemme, episode: "Hercules and the Trojan War"   |
| 1999      | The Outer Limits                  | Dr. John York                            | Episode: "Ripper"                                |
| 1999      | Batman Beyond                     | Paxton Powers                            | Stemme, episode: "Ascension"                     |
| 2000      | Race Against Time                 | Burke                                    | Television film                                  |
| 2001      | Night Visions                     | Gerald                                   | Episode: "Quiet Please"                          |
| 2001      | Uprising                          | Fritz Hippler                            | Television film                                  |
| 2001–2002 | The X-Files                       | FBI Assistant Director Brad Follmer      | 6 episodes                                       |
| 2004      | The Riverman                      | Ted Bundy                                | Television film                                  |
| 2005      | Pope John Paul II                 | Young Karol Wojtyla                      | Television film                                  |
| 2006      | Haskett's Chance                  | Mark Haskett / Chris Dalness             | Television film                                  |
| 2007      | Law & Order: Special Victims Unit | Sidney Truex                             | Episode: "Dependent"                             |
| 2009–2014 | Psych                             | Pierre Despereaux                        | 4 episodes                                       |
| 2011      | Wonder Woman                      | Henry Detmer                             | Usolgt pilotepisode                              |
| 2012      | Leverage                          | Scott Roemer                             | Episode: "The (Very) Big Bird Job"               |
| 2012      | Perception                        | British Intelligence Officer             | Episode: "Cipher"                                |
| 2013      | The Anna Nicole Story             | E. Pierce Marshall                       | Television film                                  |
| 2014      | Cosmos: A Spacetime Odyssey       | Edmond Halley, Robert Hooke              | Stemme, episode: "When Knowledge Conquered Fear" |
| 2014      | Granite Flats                     | Hugh Ashmead                             | 4 episodes                                       |
| 2014–2016 | Family Guy                        | Sig selv, Dr. Watson, yderligere stemmer | 6 episoder                                       |
| 2015–2016 | The Art of More                   | Arthur Davenport                         | 20 episoder                                      |
| 2015–2016 | Sofia the First                   | Prince Roderick, Basil                   | Stemme, 2 episoder                               |
| 2016–2017 | Life in Pieces                    | Professor Sinclair Wilde                 | 4 episoder                                       |
| 2017      | Workaholics                       | Fox                                      | Episode: "The Most Dangerless Game"              |
| 2018      | Youth & Consequences              | Joel Cutney                              | 3 episoder                                       |
| 2018      | André the Giant                   | Himself                                  | HBO documentary                                  |
| 2018      | The Adventures of Puss in Boots   | Guy Fox                                  | Stemme, episode: "Like a Fox"                    |
| 2019      | Stranger Things                   | Mayor Larry Kline                        | 5 episoder                                       |
| 2019      | The Marvelous Mrs. Maisel         | Gavin Hawk                               | 4 episoder                                       |
| 2020      | Katy Keene                        | Leo Lacy                                 | Episode: "Chapter Thirteen: Come Together"       |
| 2020      | Home Movie: The Princess Bride    | Westley, Humperdinck                     | Episode: "Chapter Ten: To the Pain!"             |
| 2024      | Knuckles                          | "Pistol" Pete Whipple                    | 2 episoder                                       |

### Computerspil
| År   | Titel                                    | Rolle       | Noter  | Udgiver                    |
| ---- | ---------------------------------------- | ----------- | ------ | -------------------------- |
| 2004 | The Bard's Tale                          | The Bard    | Stemme | inXile Entertainment       |
| 2007 | Pirates of the Caribbean: At World's End | Black Bart  | Stemme | Disney Interactive Studios |
| 2012 | Epic Mickey 2: The Power of Two          | Gremlin Gus | Stemme | Disney Interactive Studios |